# ملعب باكانساري
ملعب باكانساري، هو ملعب متعدد الأغراض في باكانساري، سيبينونغ، بوغور، جاوة الغربية في إندونيسيا. وهو يستخدم أساسا لمباريات كرة القدم، وهو الاستاد الجديد لبيرسيكابو كابوباتن بوغور، الذي يحل محل استاد بيرسيكابو القديم. الملعب لديه القدرة على استيعاب 30,000 متفرج. كان الملعب أحد ملاعب كرة القدم الرجالية في دورة الألعاب الآسيوية عام 2018.

## وصلات خارجية
- Stadium information